# Dom van Münster
De Sint-Paulusdom is een rooms-katholieke kathedraal in de Duitse stad Münster. De dom staat samen met het historische raadhuis symbool voor Münster. Het beheer van de kathedraal is toevertrouwd aan het domkapittel. De kathedraal staat onder het patrocinium van de apostel Paulus.
Na uitgebreide renovatiewerkzaamheden is de dom in het voorjaar van 2013 heropend.

## Bouwfasen
De kathedraal kent twee voorgangers. De eerste kathedraal, de zogenaamde Liudgerdom, stond van 805-1377 ten noorden van de huidige dom. De tweede dom werd in de 10e of 11e eeuw gebouwd en in de jaren 1225-1264 afgebroken om plaats te maken voor de huidige dom. De imposante westelijke bouw van de tweede dom met haar twee welhaast identieke torens overleefde de afbraak en werd het front van de derde dom.
| Jaar     | Bouw                    | Stijl        | Bestond tot ...          |
| -------- | ----------------------- | ------------ | ------------------------ |
| 805      | Eerste dom (Liudgerdom) | Karolingisch | 1377                     |
| onbekend | Tweede dom              | Ottoons      | circa 1225               |
| 1192     | Westelijke bouw         | Romaans      | grotendeels nog bestaand |
| 1225     | Derde dom (Paulusdom)   | Gotisch      |                          |

## De bouwgeschiedenis van de Paulusdom

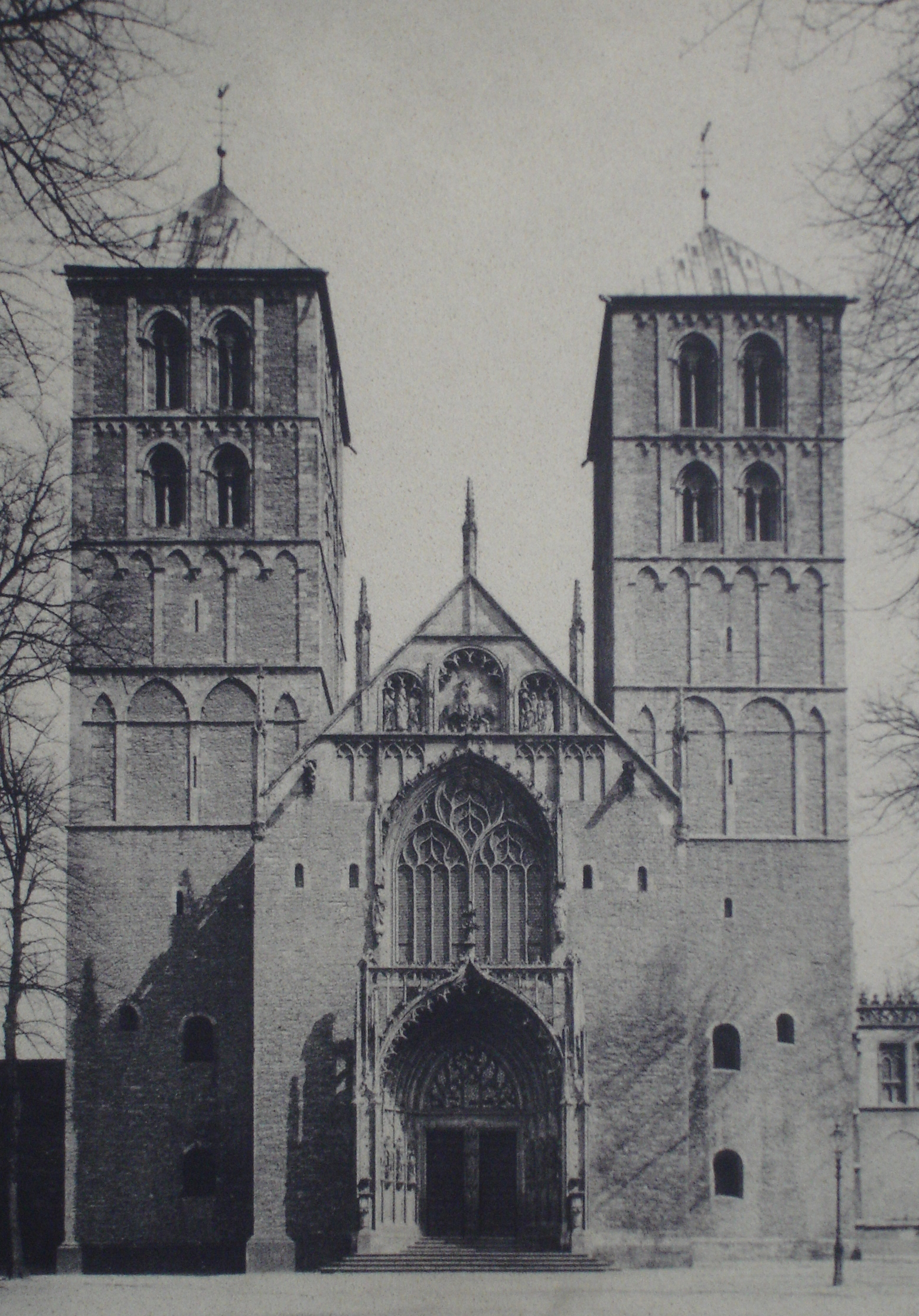
De voormalige gevel van de domkerk (foto: 1900)

De eerste steen voor de huidige Paulusdom werd in het jaar 1225 gelegd. Anders dan bij de voorgangers van de nieuwe dom was niet de bisschop de bouwmeester, maar het kapittel van de nieuwe dom. Hieruit kan worden opgemaakt dat de bisschop duidelijk aan invloed had ingeboet ten opzichte van het kapittel. Na 40 jaar bouwwerkzaamheden werd de bouw voltooid in 1264 en op 30 september 1264 gewijd door bisschop Gerhard von der Mark. Enkele delen van de oude dom werden opnieuw gebruikt; daaronder bevond zich het westelijk deel, delen van het westelijke dwarsschip en muurdelen van het zuidelijke zijschip. Hieruit vloeide een stijlmengeling van romaanse (voornamelijk bij de romaanse torens) en gotische bouwkunst voort. Rond 1516 kreeg ook het westelijk portaal een laatgotisch aanzien.
In 1534 en 1535 richtten wederdopers ernstige vernielingen aan in de kathedraal. Bij de beeldenstorm werden talrijke beelden en schilderijen verwoest. Ook het eerste astronomische uurwerk van de kerk dat versierd was met Bijbelse voorstellingen werd verwoest. Nadat de wederdopers hun macht in Münster verloren werden het interieur van de dom en de kapittelzaal hersteld. De kapotte beelden werden vervangen door nieuwe beelden en de kerk kreeg nieuwe beschilderingen. In de jaren 1542-1549 werd een tweede doksaal gebouwd, dat in 1870 werd afgebroken.
In de 16e eeuw werden de zuidelijke voorbouw van het westelijke dwarsschip, het zogenaamde Paradies, en het zuidelijk front van het oostelijke dwarsschip gerestyled, uitgebreid en met sculpturen gedecoreerd. Eind 16e eeuw werd aan de kooromgang een armarium op de plaats van de huidige kruiskapel gebouwd. Christoph Bernhard von Galen liet in 1663 ten zuiden van het armarium aan de kooromgang drie kapellen bouwen.

## Verwoesting en herbouw
Bij de zware bombardementen op Münster tijdens de Tweede Wereldoorlog werd meer dan 90% van de historische binnenstad verwoest. Ook de dom en andere kerken van de stad ontkwamen niet aan de enorme vernielingen die de bommen aanrichtten. Een voltreffer legde het westelijke portaal van de Paulusdom in puin. Na de oorlog ontstonden verhitte discussies over de herbouw van het portaal. De plannen van de toenmalige bisschop Michael Keller voor een herbouw van het oorspronkelijke romaanse portaal leidden tot een stroom aan ingezonden protestbrieven naar de Westfälischen Nachrichten. De bisschop hield voet bij stuk en liet een sobere wand tussen de beide torens optrekken. De vormgeving van de muur zou lijken op de oorspronkelijk romaanse bouw, maar vertoont echter duidelijke sporen van de bouwkunst uit de jaren 50. De enige decoratie aan de muur zijn de twaalf ronde vensters in een cirkel en daarbinnen vier vensters in een vierkant, door de bevolking spottend omschreven als Wählscheibe (kiesschijf van een telefoon).

## Architectuur
De huidige dom, waarvan het schip een lengte heeft van meer dan 100 meter, verenigt romaanse en gotische bouwstijlen. De westelijke torens zijn romaans, de gotiek overheerst in de overige bouw. De kerk is drieschepig heeft twee transepten en zowel een westelijk als een oostelijk koor. Langs de omgang van het oostelijk koor bevindt zich een krans van vier kapellen. Ten noorden van de kerk bevindt zich een kruisgang uit de 14e eeuw.

## Inrichting

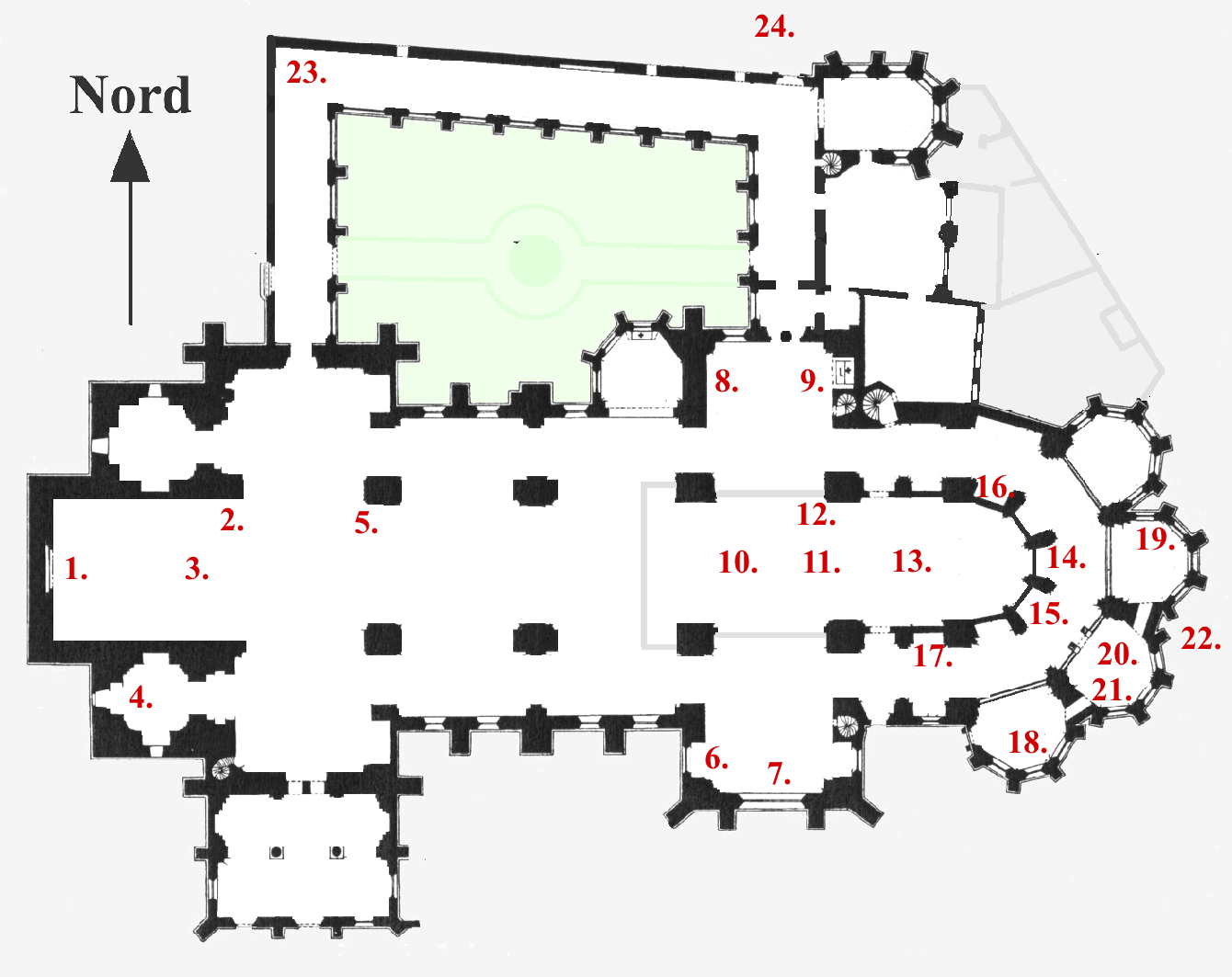
Grondplan van de dom

Ondanks de zware verwoestingen in de Tweede Wereldoorlog heeft de dom nog een groot aantal altaren, epitafen en heiligenbeelden. Ze vertegenwoordigen verschillende stijlperiodes en zijn overwegend gotisch, renaissance of barok. Ook zijn er in de dom talrijke kunstwerken uit de naoorlogse periode, met name uit de jaren 90 van de 20e eeuw.
In het zogenaamde Paradies, de voorhal die toegang biedt tot de kerk, bevinden zich de beroemde beelden van apostelen en heiligen uit de 13e eeuw. De beelden staan boven een fries dat muzikanten, dieren, scènes uit de jacht, akkerbouw en wijnoogst toont. Boven het portaal naar de kerk bevindt zich de tronende Christus.
1. Het barokke hoofdaltaar (1619–1622) in het westelijk koor
2. Bronzen reliëf Kardinaal Höffner (1993)
3. Doopbekken (14e eeuw)
4. Triptiek Piëta und Auferstehung (20e eeuw)
5. Beeld van Sint-Christoffel (1627)
6. Bürenscher Epitaafaltaar van Johann Brabender
7. Orgel
8. Grafmonument van Prins-bisschop Friedrich Christian von Plettenberg (1708)
9. Stefanus-altaar
10. Hoogaltaar
11. Triomfkruis
12. Tabernakel
13. Gotische kroonluchter
14. Beeld van Antonius (1675) van Johann Mauritz Gröninger
15. Beeld kardinaal von Galen
16. Kruisweg
17. Astronomisch uurwerk (1540-1542)
18. Ivoren crucifix
19. Grafmonument Christoph B. von Galen
20. Gedenkplaats kardinaal Clemens August von Galen
21. Zilveren relikwiebeeld van de heilige Liudger
22. Gebrandschilderde glazen van Georg Meistermann
23. De bedelaar (Ernst Barlach)
24. Kruisigingsgroep (2004)

## Schatkamer
In een nieuwbouw aan de noordelijke zijde van de kruisgang bevindt zich sinds 1981 de kerkschat van de Dom. Er zijn meer dan 700 voorwerpen te zien uit de Karolingische periode (rond het jaar 800) tot en met de 20e eeuw. Over drie verdiepingen wordt een overzicht gegeven van de kunsthistorische geschiedenis van de dom.